# Rotowhenua (rivière)
La rivière Rotowhenua  (en anglais : Rotowhenua River ) est un cours d’eau de la région du  Northland de l’Île du Nord de la Nouvelle-Zélande.

## Géographie
C’est une rivière courte et large, qui s’écoule dans la rivière  Awarua pour former le bras Nord de 'Whangape Harbour'.